# 유년에게
《유년에게》는 대한민국 2인조 포크 밴드 재주소년의 네 번째 정규 음반으로, 2010년 8월 18일 발매되었다. 해체 후 재결합 이전에 발매된 마지막 음반이다.

## 수록곡
| #             | 제목                         | 재생 시간 |
| ------------- | ---------------------------- | --------- |
| 1.            | 〈밤새 달리다〉              | 4:42      |
| 2.            | 〈소년의 고향〉              | 5:27      |
| 3.            | 〈미운 열두살〉              | 3:19      |
| 4.            | 〈유년에게〉                 | 2:49      |
| 5.            | 〈농구공〉                   | 3:32      |
| 6.            | 〈봄이 오는 동안〉           | 4:49      |
| 7.            | 〈손잡고 허밍〉 (feat. 요조) | 3:48      |
| 8.            | 〈Beck〉                     | 2:51      |
| 9.            | 〈비밀의 방〉                | 5:03      |
| 10.           | 〈머물러줘〉                 | 3:33      |
| 11.           | 〈솔직, 담백〉               | 3:51      |
| 12.           | 〈춤추는 대구에서〉          | 5:10      |
| 총 재생 시간: | 총 재생 시간:                | 48:49     |